# Cercocebus atys
Il cercocebo moro (Cercocebus atys Audebert, 1797), detto anche cercocebo dal collare bianco o cercocebo comune, è una scimmia del Vecchio Mondo appartenente alla famiglia Cercopithecidae, diffusa in Guinea-Bissau, Gabon e Costa d'Avorio.

## Sottospecie
Esistono due sottospecie di questo cercocebo:
- Cercocebus atys atys
- Cercocebus atys lunulatus

## Descrizione
I maschi, con di circa 10 kg, pesano quasi il doppio delle femmine. Il colore del mantello è grigio o grigio-bruno sul lato dorsale e più chiaro sul lato ventrale. La punta del muso è nera, mentre le guance sono chiare. La sottospecie C. a. lunulatus ha una macchia bianca sulla parte posteriore della testa.

## Distribuzione e habitat
La specie è diffusa in Africa  occidentale, dal Senegal al Ghana. Sono piuttosto comuni in Africa occidentale, l'areale si estende dal Senegal al Ghana. Il fiume Cassandra separa le due sottospecie: ad oriente del fiume vive la ssp. lunulatus.
L'habitat è la foresta in prossimità dei corsi d'acqua.

## Biologia
L'attività è diurna e si svolge prevalentemente al suolo. Vive in gruppi sociali con più maschi, composti da 20 a 50 individui, che frequentemente si suddividono in gruppi più piccoli.
Si nutre di frutta, semi, insetti ed altri piccoli invertebrati.
Le femmine raggiungono la maturità sessuale verso i 3-4 anni e danno alla luce un cucciolo ogni 12-18 mesi, dopo una gestazione di 5 mesi e mezzo. I cuccioli vengono allattati al seno per circa 6 mesi.

## Rapporti con l'uomo
Si crede che sia stato uno dei vettori del virus dell'immunodeficienza delle scimmie (SIV), virus che sarebbe poi stato contratto dall'uomo, divenendo in seguito il virus HIV-2. Il genoma del cercocebo moro è stato sequenziato, in relazione all'infezione da SIV, dal laboratorio della Emory University di Atlanta diretto dal patologo Guido Silvestri.
Il vettore dell'HIV-1, anch'esso derivato dal SIV, è invece lo scimpanzé comune. 
Il cercocebo moro può contrarre la lebbra come l'uomo, l'armadillo dalle nove fasce, lo scimpanzé comune e il macaco cinomolgo.